# Laren (Holanda Septentrional)

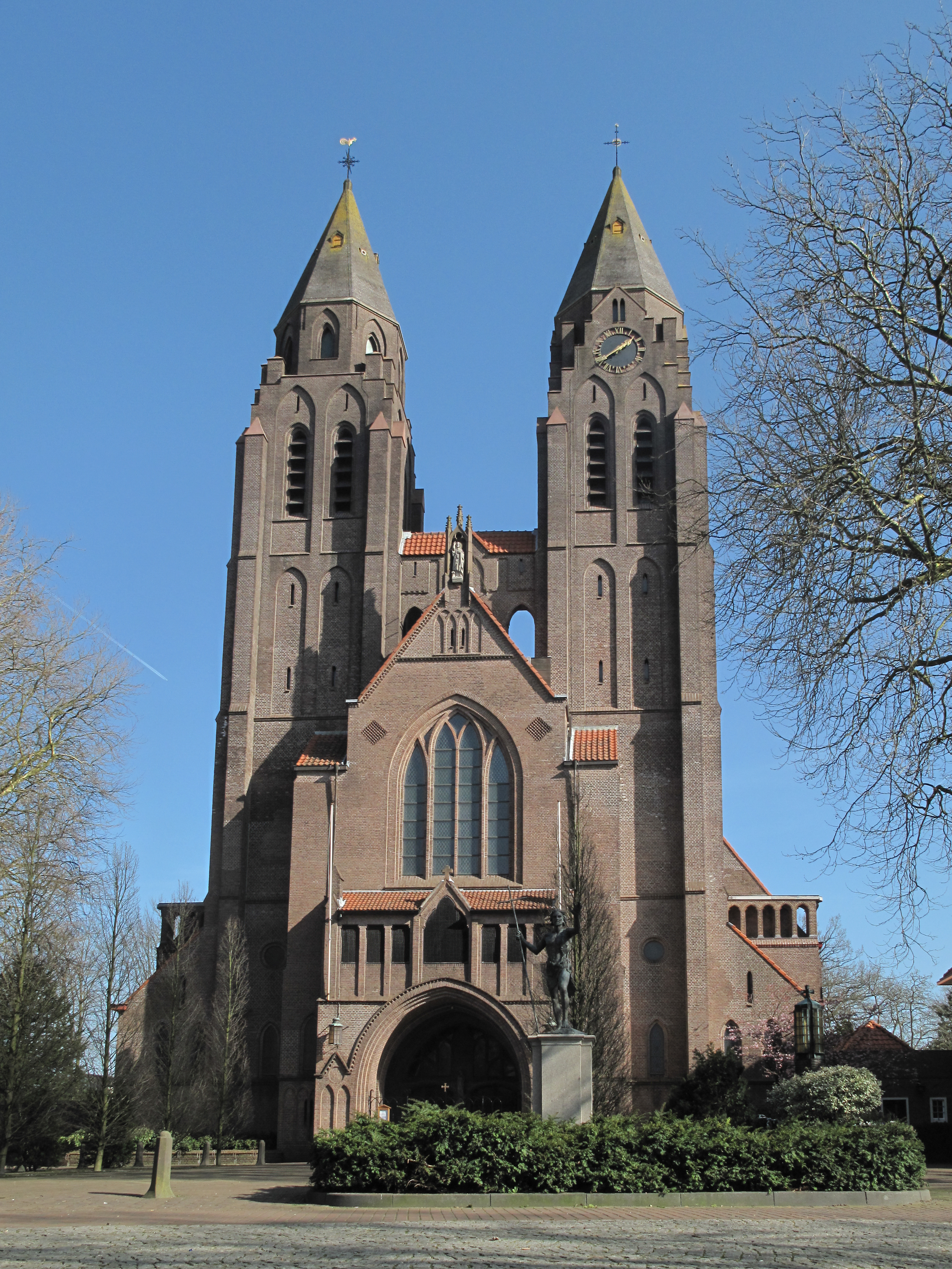
Laren, la Sint Jansbasiliek

Laren es un municipio y una localidad de la Provincia de Holanda Septentrional de los Países Bajos. 

## Geografía
Limita con Blaricum al norte, Eemnes al este, Baarn al sur —estos dos últimos municipios en la provincia de Utrecht— y Hilversum al oeste. Tiene 11.563 habitantes según el censo de 2022, para un área de 12,37 km2.

Junto con Gooise Meren, Huizen y Blaricum, forman los grandes y prósperos suburbios del sureste de Ámsterdam. 

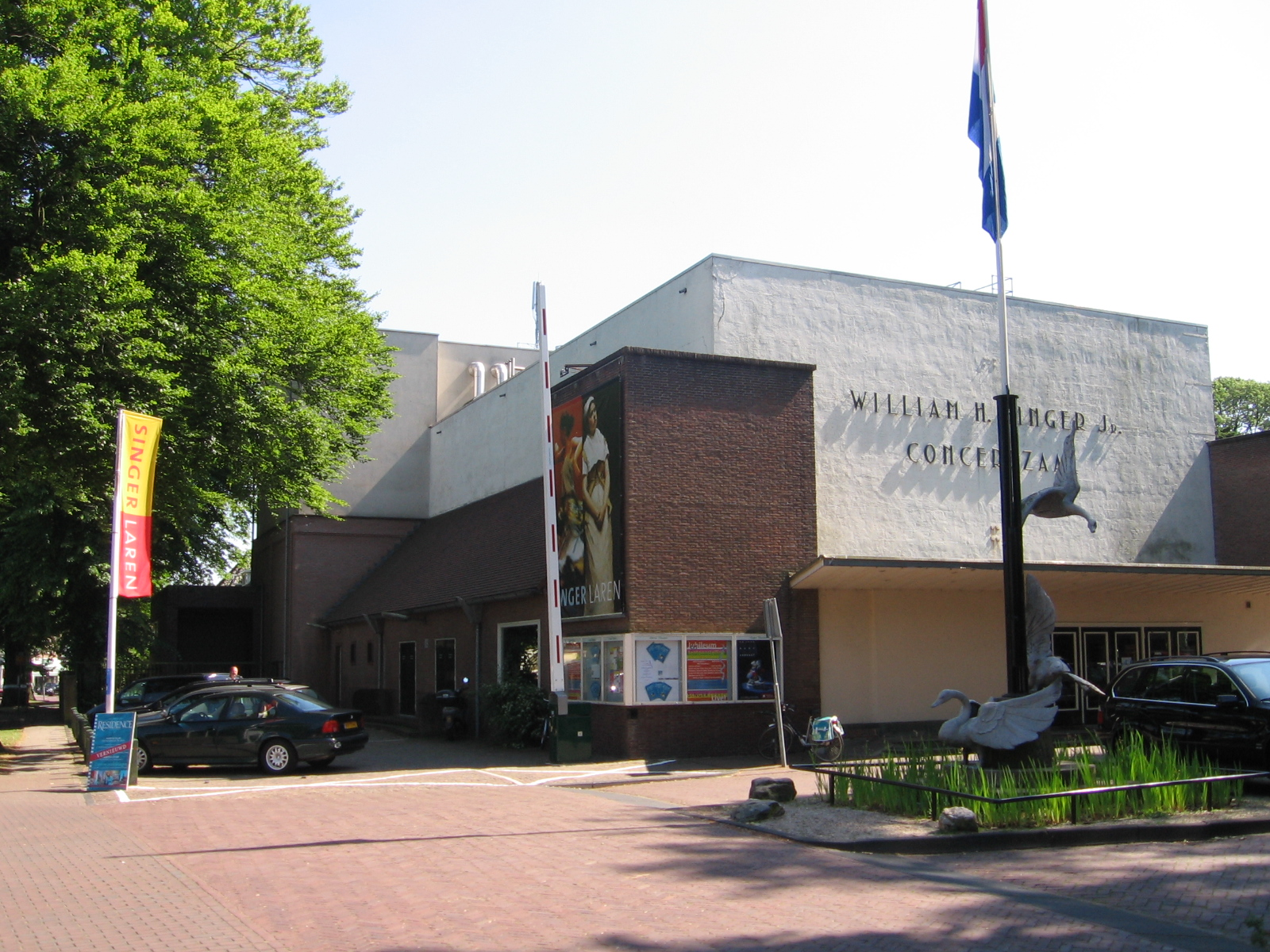
Singer Museum en Laren

## Cultura
Tras el surgimiento de la Escuela de Laren a finales del siglo XIX, el pueblo vio el paso de notables pintores como Anton Mauve, Jan Sluijters y Ferdinand Hart Nibbrig, interesados en lo Gooi. 
En 1915, Piet Mondrian se traslada a Laren y con sus talleres.
Más recientemente, se levantó el Singer Laren, un complejo que comprende un museo de arte y una sala de conciertos, hizo famosa a la ciudad a nivel nacional. El museo está dedicado a presentar y preservar la colección del artista estadounidense William Henry Singer (1868–1943) y su esposa Anna Brugh Singer (1878–1962).